# Nút giao thông Songpa
Nút giao thông Songpa (Tiếng Hàn: 송파 나들목, 송파IC) còn được gọi là Songpa IC là nút giao số 3 của Đường cao tốc vành đai 1 cùng thủ đô nằm ở Jangji-dong, Songpa-gu, Seoul. Bạn có thể vào trung tâm thành phố Seoul (khu vực Songpa-gu và Gangnam-gu) và Thành phố Seongnam, Ga tàu điện ngầm Bokjeong , Đô thị mới Wirye, Đại học Gachon, Đại học Dongseoul và Nhà để xe công cộng Songpa gần đó. Vào thời điểm xây dựng, nó còn được gọi là Nút giao thông Jangji.

## Lịch sử
- 29 tháng 3 năm 1991: Khu vực Jangji-dong, Songpa-gu được công bố và khu vực này được đổi thành Giao lộ Jangji tại Quảng trường Giao thông Cơ sở Quy hoạch Đô thị Seoul[1]
- 31 tháng 10 năm 1991: Bắt đầu hoạt động với việc mở đoạn Pangyo ~ Hanam của Đường cao tốc Vành đai Ngoài Seoul[2]
- 7 tháng 3 năm 1998: Quảng trường giao thông cơ sở quy hoạch thành phố Seoul được thay đổi để cải thiện nút giao[3]
- 15 tháng 7 năm 1999: Quảng trường giao thông cơ sở quy hoạch thành phố Seoul được thay đổi để thiết lập đường kết nối nút giao[4]
- 4 tháng 5 năm 2017: Thay đổi diện tích quảng trường giao thông của các cơ sở quy hoạch đô thị ở Seoul để cải tạo nút giao cho đến tháng 8 năm 2019[5]
- 3 tháng 2 năm 2021: Khánh thành các lối vào và lối ra Heolleung-ro[6]

## Thông tin cấu trúc
- Vị trí: Jangji-dong, Songpa-gu, Seoul

## Lối vào nút giao thông
- Songpa-daero (Quốc lộ 3, Tuyến đường thành phố Seoul số 71)
- Tuyến đường thành phố Seoul số 41 (Heolleung-ro)
- Wiryejungang-ro
- Kết nối gián tiếp: Tuyến đường thành phố Seoul số 41 (Sử dụng Heolleung-ro, Giao lộ ga Bokjeong)